# Moschtschun
Moschtschun (ukrainisch und russisch Мощун) ist ein 1664 gegründetes Dorf in der ukrainischen Oblast Kiew mit etwa 800 Einwohnern (2006).

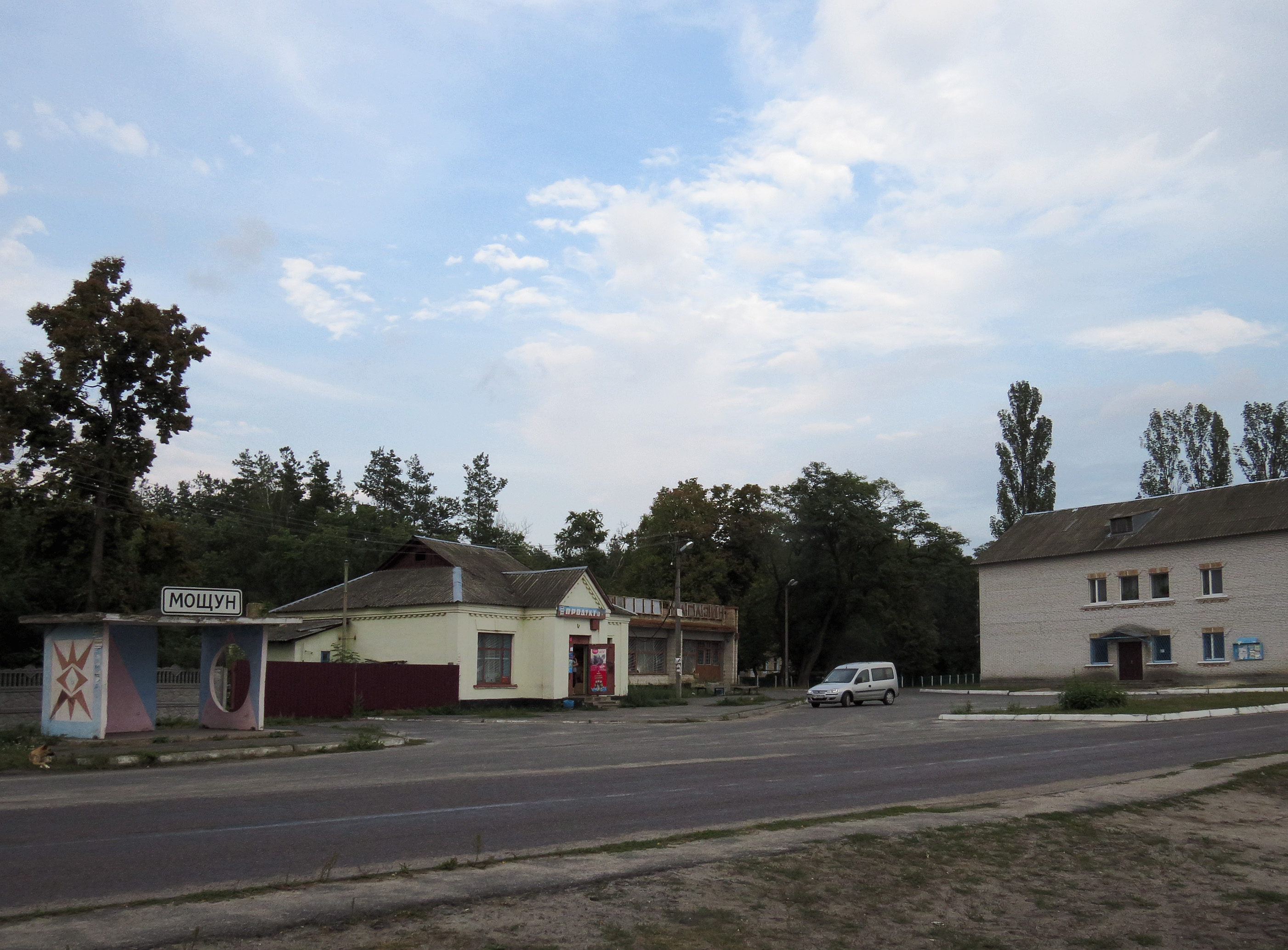
Haltestelle in Moschtschun

Moschtschun liegt 19 km westlich von Wyschhorod und 33 km nordwestlich von Kiew.
Am 12. Juni 2020 wurde das Dorf ein Teil der neugegründeten Siedlungsgemeinde Hostomel, bis dahin war es ein Teil der Landratsgemeinde Horenka im Norden des Rajons Kiew-Swjatoschyn.
Am 17. Juli 2020 kam es im Zuge einer großen Rajonsreform zum Anschluss des Rajonsgebietes an den Rajon Butscha.